# مسالك النظر في نبوة سيد البشر
مسالك النظر في نبوة سيد البشر كتاب لليهودي السابق المعتنق للإسلام سعيد بن حسن الإسكندراني 689 هـ وقد حقق مخطوط الكتاب المستشرق سيدني آدم وستون (1877-1969) ونال درجة الدكتوراه من جامعة ييل على هذا العمل، ونشر بالإنكليزية في المجلة الأمريكية للدراسات الشرقية في مايو 1903. كما نشره الكاتب مستقلًا بعنوان الإسلام يصحح اليهودية: سجال يهودي معتنق للإسلام من القرن الثالث عشر وذكر المحقق عبد الله الشرقاوي في مقدمته «ونظرًا لأن نشرة المستشرق غير علمية وبها أخطاء جسيمة ودراسته متعسفة معوّجة، وعليها تعليقات فجة؛ علاوة على محدودية هذه النشرة ونفاد نسخها، رأيت من واجبي أن أترجم دراسة المستشرق إلى اللغة العربية، وأحقق النص تحقيقًا علميًا، وأنشره نشرة جديدة، خدمة للكتاب والمكتبة العربية الإسلامية في حقل (مقارنة الأديان والجدل الديني) وهو الحقل الذي ألزمنا أنفسنا بإحيائه وتنشيطه، لأهمية البالغة في فكرنا وتراثنا» واعتمد الشرقاوي على نشرة سيدني الإنكليزية وعلى صورة المخطوط الموجود في جامعة ييل
هذا الكتاب جاء بعد مائة عام من كتاب بذل المجهود في إفحام اليهود ولكن لم ينل شهرته وقد كلف اليهود أحد فلاسفتهم ابن كمونة اليهودي بتأليف رد على كتاب إفحام اليهود فألف كتابه تنقيح الأبحاث للملل الثلاث وذلك لشدة تأثير كتاب السموأل على اليهود. ورغم أن ابن كمونة كان معاصرًا لسعيد بن حسن إلا أنهم لم يتعرفا إلى بعضهما فابن كمونة في بغداد يكتب بالرد على السمؤال مجادلًا المسلمين، وسعيد في الإسكندرية يكتب مجادلًا اليهود.
والكتاب المطبوع بتحقيق الشرقاوي فيه ثلاثة أقسام؛
- القسم الأول ترجمة للمستشرق سيدني ثم ترجمة للمهتدي سعيد ثم سبب إسلامه ثم مزايا كتاب مسالك النظر ثم رأيه في الفلسفة الوثنية ثم رده على قدم العالم ثم البشارات في كتب المهتدين ثم موقف المستشرق سيدني من سعيد ورسالته،

- القسم الثاني  نص الرسالة وينتهي صفحة 81،

- القسم الثالث نسخة النص الإنكليزي الذي نشره المستشرق سيدني.

## تعليق المحقق الشرقاوي
لم يجد الشرقاوي ذكرًا لسعيد بن حسن السكندري في كتب الأعلام والتراجم، لكن الرسالة نفسها تقدم صورة واضحة عن المؤلف فهو يهودي مصري اعتنق الإسلام في الإسكندرية ثم ألف هذه الرسالة في عام 720 هـ في جامع بني أمية في دمشق، وقدم نفسه على أنه من علماء بني إسرائيل وتحدث عن الإسلام بعاطفة جياشة 
| مسالك النظر في نبوة سيد البشر | اعلم - وفقك الله لطاعته - أنني كنت من علماء بني إسرائيل، ومنّ الله سبحانه وتعالى علي بالإسلام، وكان سببه أن حصل لي ضعف، فدخل علي طبيب، فجهز لي كفن الموت، فرأيت في منامي قائلًا يقول: اقرأ سورة الحمد تخلص من الموت، فلما استيقظت من منامي طلبت - من ساعتي - عدلًا من عدول المسلمين؛ وكان جاري، فمسكت بيده قائلًا: أشهد أن لا إله إلا الله وأشهد أن محمد عبده ورسوله، أرسله بالهدى ودين الحق، ليظهره على الدين كله، وأخذت أكرر وأقول يا مثبت القلوب ثبتني على الإيمان | مسالك النظر في نبوة سيد البشر |

ذكر سعيد تتمة قصته ودخوله المسجد وسماعه الخطبة وحضوره الصلاة وتأثره ببلاغة القرآن وتمكن إسلامه، فقال:
| مسالك النظر في نبوة سيد البشر | فلما دخلت إلى الجامع، ورأيت المسلمين مصطفين كصفوف الملائكة، وقائلًا يقول في سري: هذه الأمة التي بشرّت بظهورها الأنبياء عليهم أفضل الصلاة والسلام .. فلما خرج الخطيب لا بسًا شعار السواد، حصل عندي منه هيبة عظيمة، فلما ضرب المنبر بالسيف، زعزعت ضربته جميع أعضائي، وكان الخطيب يومئذ بثغر الاسكندرية: ابن الموفق. فلما قال في آخر خطبته ﴿إِنَّ اللَّهَ يَأْمُرُ بِالْعَدْلِ وَالْإِحْسَانِ وَإِيتَاءِ ذِي الْقُرْبَى وَيَنْهَى عَنِ الْفَحْشَاءِ وَالْمُنْكَرِ وَالْبَغْيِ يَعِظُكُمْ لَعَلَّكُمْ تَذَكَّرُونَ ۝٩٠﴾ [النحل:90] ولما قامت الصلاة، حصل لي حال عظيمة؛ بحيث كنت أرى صفوف المسلمين، كصفوف الملائكة...يتجلى الله سبحانه وتعالى لركوعهم وسجودهم... فلما سمعت القرآن في شهر رمضان، رأيت فيه من الفصاحة العظيمة والبلاغة والإعجاز العظيم، بحيث إن القصة التي تذكر في التوراة في كراسين، مذكورة في آية أو آيتين في القرآن... ﴿وَإِذْ قَالَ مُوسَى لِقَوْمِهِ يَا قَوْمِ اذْكُرُوا نِعْمَةَ اللَّهِ عَلَيْكُمْ إِذْ جَعَلَ فِيكُمْ أَنْبِيَاءَ وَجَعَلَكُمْ مُلُوكًا وَآتَاكُمْ مَا لَمْ يُؤْتِ أَحَدًا مِنَ الْعَالَمِينَ ۝٢٠﴾ [المائدة:20] هذه القصة مكتوبة في التوارة في كراسين | مسالك النظر في نبوة سيد البشر |

ومما ذكره الشرقاوي ملاحظة مهمة وهو أن سعيدًا كان ينقل من النصوص العبرانية والسريانية مباشرة فلا يصح ما تسرع به سيدني من وصفه بالتحريف لأنه لم يطلع على هذه النصوص الأصلية بل يقارن بما لديه من نسخ مترجمة. ومما يمتاز به كتاب سعيد أنه نقل من البشارات من الكتب القديمة ما لم ينقله غيره من المهتدين مثل علي بن ربن الطبري و السموأل بن يحيى المغربي في كتابه بذل المجهود في إفحام اليهود، كما يذكر تسامح الدولة الإسلامية مع اليهود والنصارى (وهو أمر اعتبره سيدني على العكس مما هو مذكور)، وينبه الشرقاوي أنه رغم وجود عشرين عاما بين إسلام سعيد وتأليفه للكتاب فلا تزال عاطفته الدينية جياشة، كما أن معلوماته التاريخية دقيقة في حوادث عصره، وقدم في رسالته معلومات مهمة عن فرقة القرائين اليهودية الذين يقولون أن عزيرًا ابن الله. وذكر طلبه لعقد مجلس يهودي نصراني إسلامي يثبت فيه أن الصور لا يجوز أن توجد في المعابد ولكن لم يتسن عقد هذا المجلس رغم تكرار الطلب.

## تعليق المحقق سيدني
ذكر سيدني أن السبب المباشر لاعتناق اليهودي السكندري للإسلام هو شفاوءه غير المتوقع من مرض خطير ميؤوس منه، وربط كتابه بالظروف السائدة في ذلك العصر إذ أعلن قازان حفيد هولاكو الإسلام ثم غزا الشام، وأن إسلامه كان في نهاية قرن وقت يتوق المسلمون إلى ظهور مجدد للدين، وذكر أن سعيدًا كان شديد التعصب لللإسلام وضد الأديان الأخرى، وقد اعتبر أن كتابه هذا جزء من حملة تعصب على معابد غير المسلمين في أعقاب انتصار قلاوون على المغول، وقد ألف الكتاب بعد 22 سنة من إسلامه في الجامع الأموي في دمشق، وذكر أنه اعتمد على العهد القديم للاستدلال على البشارة بمحمد وذكر 25 موضعًا لذلك، كما أكد أن الذبيح هو إسماعيل وليس إسحاق وأن الحادثة كانت قبل ولادة إسحاق (اليهود يعتبرون ان اسحاق كان الذبيح) أدان سعيد النصارى لتقديسهم التماثيل والأيقونات، وأكد أن المسيح لم يأمر بعبادة الصلبان والصور، كما نقد الفلاسفة نقدًا شديدًا، ولفت سيدني النظر إلى أن سعيدًا قد كتب النصوص العبرانية بحرف عربي، فافترض أنه لم يكن يهوديًا متعلمًا، والنسخة التي اعتمدها سيدني منسوخة بعد فترة ويبدو أن الناسخ قد أخطأ بالأخص في نقل العبارات العبرية التي ميزت بالمخطوط باللون الأحمر

## ذكر المؤلف والكتاب في المصادر اليهودية
ذُكر المؤلف في الموسوعة اليهودية كما يلي: